# سیارک ۱۵۸۳

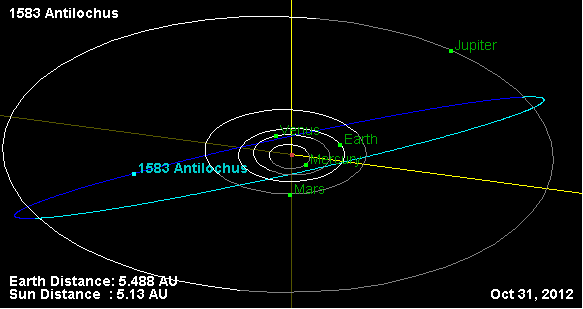
نمایی از محل قرارگیری سیارک ۱۵۸۳ در مدار – ۲۰۱۲

سیارک ۱۵۸۳ (به انگلیسی: 1583 Antilochus، نامگذاری:1950SA) هزار و پانصد و هشتاد و سومین سیارک کشف شده‌است که در ۱۹ سپتامبر ۱۹۵۰ کشف شد.
قدر مطلق سیارک برابر ۸٫۵۸ است.